# Charanyca umbripennis
Charanyca umbripennis là một loài bướm đêm trong họ Noctuidae.